# Birgit Peter
Birgit Peter, po mężu Händle (ur. 27 stycznia 1964 w Poczdamie) – niemiecka wioślarka, dwukrotna złota medalistka olimpijska.
Urodziła się w NRD i do zjednoczenia Niemiec startowała w barwach tego kraju. W Seulu zwyciężyła w dwójce podwójne z Martiną Schröter, cztery lata później – już jako reprezentantka zjednoczonych Niemiec – triumfowała w czwórce podwójnej. Stawała na podium mistrzostw świata.